# Storbrändön

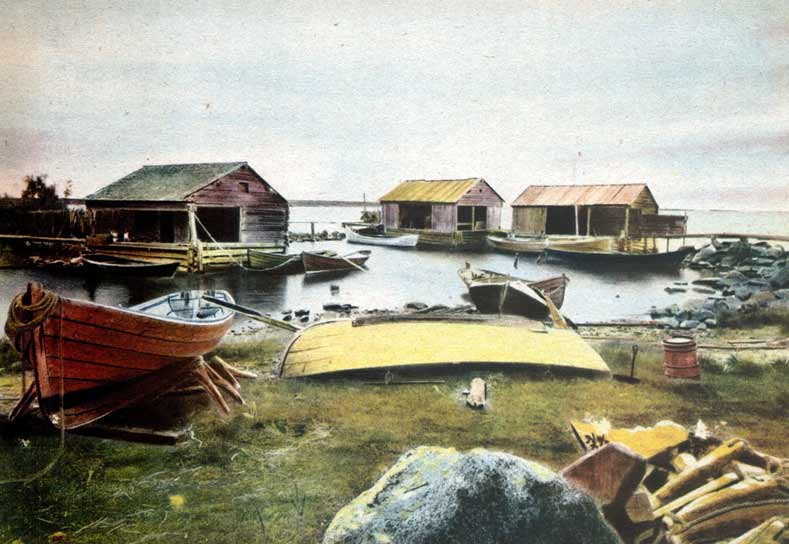
Sjöbodar på Stor-Brändön omkring 1935.
Foto: C. G. Rosenberg

Storbrändön är ö i Lule skärgård, Nederluleå socken belägen söder om Långön och väster om Kluntarna. Den har en yta av 10,06 kvadratkilometer.
Vid öns norra strand ligger byn Storbrändön, som varit befolkad i hundratals år. Som mest bodde här i början av 1900-talet omkring 40 personer. Ännu 2012 fanns två fiskare verksamma på ön och totalt fem fastboende i tre hushåll. I augusti 2021 bodde det 12 personer över 16 här, därutöver finns ett tjugotal sommarhushåll. Storbrändöns by ingår tillsammans med fiskehamnen och de omgivande ängsmarkerna ingår i ett bevarandeprogram för odlingslandskap. Vid byn finns en skyddad hamn och vintertid plogas vintervägar till Storbrändön och ön är välbesökt av bil- och skoteråkare. Det omgivande vattnet är grunt, men med mindre båtar går det att lägga till vid vissa stränder.
Halva ön utgörs av hedmark med flera myrområden jämte mindre tjärnar och träsk. Särskilt Sanduddmyren på öns norra del är en intressant myrflora med flera ovanligare arter.